# Sachsenring 34 (Köln)

Westansicht, 1888

Die Villa Sachsenring 34 war ein in der Kölner Neustadt-Süd gelegenes Wohnhaus, das 1885/86 nach Entwürfen des Kölner Architekten Adolf Nöcker für den Rentier Melchior Froitzheim (1830–1914) im Stil der Neorenaissance erbaut wurde.

## Allgemeines

Grundriss, 1888

Die Villa war neben den Villen Volksgartenstraße 54 und Bayenthalgürtel 2 eines der Wohnhäuser, die von einem Mitglied der Kölner Schokoladenfabrikanten-Familie Stollwerck bewohnt wurden. Das Gebäude wurde während des Zweiten Weltkriegs zerstört und nicht wieder aufgebaut. Ursprünglich hatte die Villa die Anschrift Sachsenring 32, um 1892 erfolgte die Umnummerierung nach 34. Der Sachsenring war speziell von der Stadt Köln als Villenstraße geplant, so dass die Villa in Nr. 32 hier keine Ausnahme bildete.
Die Kunsthistorikerin Hiltrud Kier führte 1978 für die Villa auch den Beinamen Villa Stollwerck ein, der aber in der einschlägigen Literatur nicht weiter nachweisbar oder belegt ist. Ludwig Stollwerck war lediglich in dem Zeitraum von etwa 1890/1891 bis 1897/1898 Bewohner des Hauses, bis zur Fertigstellung seiner Villa in der unweit gelegenen Hardefuststraße 16. Auch diese ist nicht erhalten.

## Beschreibung
Das Gebäude verfügte über ein Souterrain (Küche, Wirtschafts- und Dienstbotenräume), Hochparterre (Wohn- und Gesellschaftsräume), die Erste Etage (Schlaf-, Bade- und Fremdenzimmer) und die Mansarde (Schrank- und Dienstbotenzimmer). Die Schauseite von drei Achsen, besaß zur linken einen Seitenrisalit mit zweigeschossigem Standerker und spitz aufragendem Ziergiebel. Die Außenfassade der Villa war aus weißem Hausweiler Sandstein und gelbroten Verblendziegeln, die Mansarde aus Weiberner Tuffstein hergestellt worden.